# Нинорово (Угличский район)
Нинорово — деревня в Угличском районе Ярославской области России. 
В рамках организации местного самоуправления входит в Отрадновское сельское поселение, в рамках административно-территориального устройства — является центром Ниноровского сельского округа.

## География
Расположена на реке Постная, в 13 км к северу от центра города Углича.

## Население
| 2007 | 2010 |
| ---- | ---- |
| 246  | ↘186 |

Согласно результатам переписи 2002 года, в национальной структуре населения русские составляли 88 % от всех жителей.